# Ilie Verdeț
Ilie Verdeț (ur. 10 maja 1925 w Comănești, zm. 20 marca 2001 w Bukareszcie) – rumuński polityk komunistyczny, premier Rumunii w latach 1979–1982.
Od 12. roku życia pracował jako górnik, w 1945 wstąpił do Komunistycznej Partii Rumunii. Ukończył Bukaresztańską Akademię Ekonomiczną, po czym zaczął piąć się w szczeblach partii komunistycznej. Od początku lat 60. pracował w centralnym biurze partii komunistycznej. Odpowiadał za organizację partii i zebrania partyjne. Po śmierci Gheorghe Gheorghiu-Deja (1965) pomógł Nicolae Ceaușescu uzyskać stanowisko szefa partii. Wkrótce został członkiem Biura Politycznej Egzekutywy Komitetu Centralnego KPR. W latach 1966–1974 był wicepremierem, a od 29 marca 1979 do 21 maja 1982 premierem Rumunii. Po upadku Ceaușescu w grudniu 1989 ogłosił się premierem rządu tymczasowego, jednak już po 20 minutach został odsunięty przez Iona Iliescu, lidera Frontu Ocalenia Narodowego. W 1990 założył Socjalistyczną Partię Pracy (Partidul Socialist al Muncii), która w 1992 ledwo weszła do parlamentu w wyborach, natomiast w kolejnych wyborach parlamentarnych nie zdobyła ani jednego miejsca. Kierował założoną przez siebie partią do 2000, gdy został usunięty ze stanowiska w wyniku wewnątrzpartyjnych wyborów. Zmarł na zawał.